# Valmir Assunção
 (janvier 2024).
Pour les articles homonymes, voir Assunção.
Valmir Carlos da Assunção, ou surnommé Valmir Assunção, né le 17 décembre 1964 à Itamaraju, est un agriculteur, activiste et homme politique brésilien, membre du PT.
Fondateur et activiste historique du Mouvement des sans-terre à Bahia, il devient membre de la Direction nationale dans les années 1990, rejoignant également le Parti des travailleurs.
En 2010, il est élu député fédéral et co-fonde en 2011 une tendance de l'aile gauche du PT, la Gauche populaire socialiste, se revendiquant marxiste et socialiste au sein du parti.
À la Chambre et au sein du parti, il se spécialise sur les enjeux des mouvements sociaux brésiliens, de la réforme agraire, l'agriculture.

## Biographie

### Parcours militant et politique
Valmir Assunção est né à Nova Alegria, un village proche d'Itamaraju, il est le fils d'agriculteurs, le devenant lui-même par la suite. Il débute son activisme dès son adolescence, au sein de groupes proches de l'église catholique brésilienne, comme la Communauté ecclésiale de base, inspirée de la théologie de la libération.
Dans les années 1980, il participe aux premières luttes, notamment l'occupation de plusieurs fermes en 1987, qui vont aboutir à la création du Mouvement des sans-terre à Bahia. En 1990, il rejoint la Direction nationale du mouvement.
Dans la même période des années 1990, il rejoint le Parti des travailleurs.

#### Député d'Etat et secrétaire d'Etat au développement social
Lors des élections générales de 2002 (pt), il est candidat afin d'être élu député d'État Bahia, mais il n'est pas élu, restant suppléant. Néanmoins, il prend ses fonctions en 2005 et il est réélu député d'État lors des élections générales de 2006 (pt).
Lors du premier mandat du gouverneur de Bahia Jaques Wagner (PT), il est nommé secrétaire d'État au Développement social et à la lutte contre la pauvreté, entre 2007 et 2010.

#### Élu député fédéral et figure de l'aile gauche du PT
Lors des  élections générales d'octobre 2010 (pt), il est élu député fédéral de Bahia avec le PT.
En décembre 2011, il est l'un des co-signataires et co-fonde une nouvelle tendance de l'aile gauche du Parti des travailleurs, la Gauche populaire socialiste, se revendiquant marxiste et souhaitant entretenir une relation approfondie avec les mouvements sociaux du pays,.
Lors de son premier mandat en tant que député, entre 2011 et 2014, il est vice-président du groupe du  Parti des travailleurs à la Chambre des députés.
Valmir Assunção est constamment réélu député lors élections parlementaires d'octobre 2014, d'octobre 2018 et d'octobre 2022.
Après la troisième élection de Lula en 2022, il est pressenti pour être nommé ministre du Développement agraire, tandis que Paulo Teixeira est finalement nommé à ce portefeuille.